# Trigonolophodon
Trigonolophodon és un gènere extint de mamífers notoungulats de la família dels homalodotèrids que visqueren a Sud-amèrica des de l'Eocè inferior fins a l'Oligocè inferior, fa entre 28,4 i 48 milions d'anys. Se n'han trobat restes fòssils a l'Argentina i Xile. Fou descrit a partir d'una dent molar superior i un maxil·lar inferior amb les dues últimes molars. Les espècies d'aquest grup tenien les dents superiors molt semblants a les de Periphragnis. El nom genèric Trigonolophodon significa ‘dent de cresta triangular’.